# Kaplica w Kiełbasowie
Kaplica w Kiełbasowie – drewniana rzymskokatolicka kaplica znajdująca się w Kiełbasowie, na terenie wsi Świnna, przy samej granicy z Pewlą Małą. Znajduje się w lesie u północno-wschodnich podnóży szczytu Gawraniec, nad potokiem Raztoka.

## Historia
W latach 30. XX wieku Rudolf Messer, który pełnił funkcję leśniczego lasów miejskich w Żywcu, stwierdził, że w Pewli Małej przydałaby się kaplica, która służyłaby leśnikom, turystom i mieszkańcom. Budynek był w stanie surowym, jednak jego wykończene przerwał wybuch II wojny światowej. W 1947 roku budowę dokończył Aleksander Olszowski, leśniczy Lasów Państwowych w latach 1945–1954.
Drewnianą figurę Matki Bożej Leśnej, która znajduje się na ołtarzu, wykonał stryj i imiennik ostatniego budowniczego, również Aleksander Olszowski, który na co dzień pracował jako nauczyciel w szkole artystycznej Kenara w Zakopanem.

## Jan Paweł II w kaplicy
Kaplicę regularnie odwiedzał Karol Wojtyła. Po raz pierwszy modlił się w niej w 1970 roku, po raz ostatni odnotowano jego wizytę 1 maja 1978 roku.
Obok kapliczki znajduje się dąb Jana Pawła II i tablica informująca, iż został on posadzony 28 kwietnia 2004 roku z nasion dębu chrobry przywiezionych z pielgrzymki i poświęconych przez papieża.
1 maja 2011 roku odbyła się Msza Święta Dziękczynna, podczas której wierni z gminy Świnna oraz wszyscy zaproszeni goście dziękowali Bogu za wyniesienie na ołtarze Jana Pawła II.